# Puchar Danii w piłce siatkowej mężczyzn (2023/2024)
Puchar Danii w piłce siatkowej mężczyzn 2023/2024 – 48. edycja rozgrywek o siatkarski Puchar Danii zorganizowana przez stowarzyszenie Volleyball Danmark. Zainaugurowana została 18 września 2023 roku.
Rozgrywki składały się z dwóch rund wstępnych, 1/8 finału, ćwierćfinałów oraz turnieju finałowego. Uczestniczyło w nich 38 zespołów. We wszystkich rundach rywalizacja toczyła się w systemie pucharowym, a o awansie decydował jeden mecz. Osiem najlepszych zespołów w VolleyLigaen w sezonie 2022/2023 udział w rozgrywkach rozpoczęło od 1/8 finału.
Turniej finałowy odbył się w dniach 3-4 lutego 2024 roku w Ceres Park & Arena w Aarhus. Puchar Danii zdobył klub Odense Volleyball, który w finale pokonał Nordenskov UIF. Trzecie miejsce zajął Gentofte Volley. MVP (Pokalfighter) finału został Nikolaj Hjorth.

## System rozgrywek
Puchar Danii w sezonie 2023/2024 składał się z dwóch rund wstępnych, 1/8 finału, ćwierćfinałów, półfinałów oraz turnieju finałowego, w ramach którego rozegrano półfinały, mecz o 3. miejsce i finał. We wszystkich rundach rywalizacja toczyła się systemem pucharowym, a o awansie decydował jeden mecz.
Przed każdą rundą odbywało się losowanie wyłaniające pary meczowe. W rundach wstępnych przy losowaniu brano pod uwagę czynnik geograficzny, tak aby w miarę możliwości pary meczowe utworzyły drużyny z tego samego regionu. Na podstawie wyników rozgrywek ligowych w sezonie 2022/2023 osiem drużyn zostało rozstawionych. Drużyny rozstawione udział w rozgrywkach rozpoczęły od 1/8 finału. Zgodnie z regulaminem drużyny rozstawione mogły się spotkać najwcześniej w ćwierćfinałach, natomiast te rozstawione z numerami 1-4 – w półfinałach. Drużyny, które w VolleyLigaen w sezonie 2022/2023 zajęły miejsca 4-5, rozegrały dwumecz o numer rozstawienia. Jeżeli oba zespoły wygrałyby po jednym meczu, o awansie decydowałby tzw. złoty set grany do 25 punktów z dwoma punktami przewagi. Gospodarzem pierwszego meczu w parze była drużyna, która zajęła 4. miejsce w VolleyLigaen w sezonie 2022/2023.
| Nr | Drużyna           |
| -- | ----------------- |
| 1  | Odense Volleyball |
| 2  | Nordenskov UIF    |
| 3  | Ikast KFUM        |
| 4  | Gentofte Volley   |
| 5  | Middelfart VK     |
| 6  | DHV Odense        |
| 7  | VK Vestsjælland   |
| 8  | ASV Elite         |

## Drużyny uczestniczące
W Pucharze Danii w sezonie 2023/2024 uczestniczyło 38 drużyn.
| VolleyLigaen (10 drużyn) | VolleyLigaen (10 drużyn) |
| ------------------------ | ------------------------ |
| Aalborg Volley           | 1/8 finału               |
| Amager VK                | 2. runda                 |
| ASV Elite                | ćwierćfinał              |
| DHV Odense               | 1/8 finału               |
| Gentofte Volley          | 3. miejsce               |
| Ikast KFUM               | 4. miejsce               |
| Middelfart VK            | ćwierćfinał              |
| Nordenskov UIF           | 2. miejsce               |
| Odense Volleyball        | 1. miejsce               |
| VK Vestsjælland          | ćwierćfinał              |

| 1. division (14 drużyn) | 1. division (14 drużyn) |
| ----------------------- | ----------------------- |
| Aalborg Volley 2        | 1. runda                |
| Amager VK 2             | 1/8 finału              |
| ASV Aarhus 2            | 2. runda                |
| Bedsted KFUM            | 2. runda                |
| Farum-Holte             | 1/8 finału              |
| Frederiksberg Volley    | 2. runda                |
| Gentofte Volley 2       | 1/8 finału              |
| Grøndal EV              | 1. runda                |
| Hvidovre VK             | 1. runda                |
| IF Lyseng               | 2. runda                |
| Kolding VK              | 1. runda                |
| Randers VK              | 1/8 finału              |
| RS Rødovre              | 2. runda                |
| VLI                     | ćwierćfinał             |

| 2. division (11 drużyn)  | 2. division (11 drużyn) |
| ------------------------ | ----------------------- |
| Aalborg Volley 3         | 1. runda                |
| ASV Aarhus 3             | 1. runda                |
| Frederiksberg Volley 2   | 1. runda                |
| Gentofte Volley Wildcard | 2. runda                |
| Hvidovre VK 2            | 1. runda                |
| KSV                      | 1. runda                |
| KV 61                    | 1/8 finału              |
| Lyngby-Gladsaxe Volley   | 1. runda                |
| VK Holbæk                | 1. runda                |
| VK Vendsyssel            | 1. runda                |
| VK Vestsjælland 2        | 2. runda                |
| Pozostałe (3 drużyny)    |                         |
| Åbyhøj IF                | 1. runda                |
| DHV Odense 4             | 1/8 finału              |
| KV 61 2                  | 1. runda                |

## Rozgrywki

### 1. runda
| 18.09.2023 20:00 (UTC+2) | VK Holbæk | 1:3 (20:25, 25:19, 19:25, 21:25) raport | KV 61 | Bjergmarkshallen, Holbæk Sędziowie: Jan Labusz i Yasir Saleh |

| 20.09.2023 19:00 (UTC+2) | IF Lyseng | 3:0 (25:10, 25:15, 25:17) raport | Kolding VK | Rundhøjhallen, Aarhus Sędziowie: Jim Holm Hansen |

| 20.09.2023 20:00 (UTC+2) | ASV Aarhus 3 | 0:3 (13:25, 10:25, 12:25) raport | Randers VK | Rundhøjhallen, Aarhus Sędziowie: Birger Jensen i Bruno Bennedsen |

| 20.09.2023 20:30 (UTC+2) | VLI | 3:0 (25:18, 25:19, 25:23) raport | Hvidovre VK | Kedelhallen, Frederiksberg Sędziowie: Yasir Saleh i Arne Jensen |

| 20.09.2023 21:00 (UTC+2) | Lyngby-Gladsaxe Volley | 1:3 (14:25, 25:20, 16:25, 16:25) raport | Frederiksberg Volley | Engelsborghallen, Kongens Lyngby Sędziowie: Ibrahim Hakizimfura i Ayhan Günes |

| 21.09.2023 18:30 (UTC+2) | Hvidovre VK 2 | 1:3 (14:25, 25:23, 32:34, 22:25) raport | RS Rødovre | Frihedens Idrætscenter, Hvidovre Sędziowie: Wael Al Aani i Michael Staal |

| 21.09.2023 18:45 (UTC+2) | Grøndal EV | 1:3 (25:27, 25:22, 15:25, 20:25) raport | Amager VK | Hillerødgade Hal, Kopenhaga Sędziowie: Hem Aryal i Michael Andersen |

| 21.09.2023 20:00 (UTC+2) | Åbyhøj IF | 0:3 (12:25, 17:25, 12:25) raport | Aalborg Volley | Åbyhallen, Aarhus Sędziowie: Per Vind Petersen i Alex Hothes |

| 22.09.2023 19:30 (UTC+2) | Aalborg Volley 3 | 0:3 (20:25, 15:25, 22:25) raport | Bedsted KFUM | Aalborg Katedralskole, Aalborg Sędziowie: Steffen Vestergaard i Nicklas Kjær Thomsen |

| 23.09.2023 14:00 (UTC+2) | VK Vendsyssel | 0:3 (14:25, 16:25, 22:25) raport | ASV Aarhus 2 | Toftegårdsskolens Hal, Aalborg Sędziowie: Jørgen Gramstrup i Sander Madsen |

| 24.09.2023 13:00 (UTC+2) | DHV Odense 4 | 3:0 (25:13, 26:24, 25:12) raport | Aalborg Volley 2 | Dalumhallen, Odense Sędziowie: Vahid Mehdi i Morten Andersen |

| 24.09.2023 16:00 (UTC+2) | KV 61 2 | 0:3 (22:25, 20:25, 22:25) raport | VK Vestsjælland 2 | Idrætshuset, Kopenhaga Sędziowie: Jan Labusz i Fabian Hertz Kofoed |

| 24.09.2023 17:30 (UTC+2) | Frederiksberg Volley 2 | 0:3 (22:25, 9:25, 15:25) raport | Gentofte Volley 2 | Kedelhallen, Frederiksberg Sędziowie: Sten Storgaard i Jan Herneth |

| 24.09.2023 18:00 (UTC+2) | KSV | 2:3 (23:25, 25:22, 20:25, 25:19, 15:17) raport | Farum-Holte | Idrætshuset, Kopenhaga Sędziowie: Fabian Hertz Kofoed i Jan Labusz |

### 2. runda
| 10.10.2023 20:30 (UTC+2) | Gentofte Volley 2 | 3:1 (25:20, 26:24, 22:25, 25:22) raport | Amager VK | Kildeskovshallen – Hal 1, Gentofte Sędziowie: Jan Herneth i Ayhan Günes |

| 11.10.2023 18:45 (UTC+2) | Gentofte Volley Wildcard | 1:3 (22:25, 25:27, 26:24, 22:25) raport | Farum-Holte | Byens Hus, Gentofte Sędziowie: Olaf Jørs i Arne Jensen |

| 12.10.2023 19:30 (UTC+2) | RS Rødovre | 0:3 (20:25, 18:25, 12:25) raport | Amager VK 2 | Rødovrehallen, Rødovre Sędziowie: Arne Jensen i Jan Labusz |

| 12.10.2023 20:30 (UTC+2) | KV 61 | 3:2 (25:20, 25:19, 23:25, 23:25, 15:9) raport | VK Vestsjælland 2 | Idrætshuset, Kopenhaga Sędziowie: Michael Staal i Yasir Saleh |

| 18.10.2023 19:00 (UTC+2) | Bedsted KFUM | 0:3 (15:25, 15:25, 22:25) raport | Aalborg Volley | Bedsted Hallen, Bedsted Sędziowie: Jørgen Gramstrup i Birger Jensen |

| 18.10.2023 19:30 (UTC+2) | Randers VK | 3:0 (30:28, 25:16, 25:15) raport | IF Lyseng | Arena Randers – Hal 1, Randers Sędziowie: Carsten B. Nielsen i Ruslan Khodak |

| 22.10.2023 13:00 (UTC+2) | VLI | 3:1 (22:25, 25:9, 27:25, 25:16) raport | Frederiksberg Volley | Kedelhallen, Frederiksberg Sędziowie: Wael Al Aani i Ayhan Günes |

| 22.10.2023 15:00 (UTC+2) | DHV Odense 4 | 3:0 (25:18, 25:17, 25:10) raport | ASV Aarhus 2 | Klostermarkshallen, Odense Sędziowie: Morten Andersen i Jim Holm Hansen |

### Mecze o rozstawienie
|  | Middelfart VK | 0 – 2 | Gentofte Volley |  |

| 3.10.2023 20:15 (UTC+2) | Middelfart VK | 2:3 (22:25, 25:23, 20:25, 25:20, 15:17) raport | Gentofte Volley | Lillebæltshallen A, Middelfart Sędziowie: Flemming Munk i Morten Klein |

| 15.10.2023 13:30 (UTC+2) | Gentofte Volley | 3:0 (25:11, 25:19, 25:20) raport | Middelfart VK | Kildeskovshallen – Hal 1, Gentofte Sędziowie: Morten Andersen i Per Vind Petersen |

### 1/8 finału
| 8.11.2023 20:00 (UTC+1) | Randers VK | 1:3 (25:21, 21:25, 15:25, 20:25) raport | VK Vestsjælland | Arena Randers – Hal 2, Randers Sędziowie: Jørgen Gramstrup i Per Vind Petersen |

| 8.11.2023 20:30 (UTC+1) | VLI | 3:1 (17:25, 25:20, 25:14, 27:25) raport | DHV Odense | Kedelhallen, Frederiksberg Sędziowie: Olaf Jørs i Wael Al Aani |

| 9.11.2023 20:30 (UTC+1) | Gentofte Volley 2 | 1:3 (21:25, 25:21, 24:26, 20:25) raport | Middelfart VK | Kildeskovshallen – Hal 1, Gentofte Sędziowie: Sten Storgaard i Tim Poulsen |

| 10.11.2023 20:15 (UTC+1) | DHV Odense 4 | 2:3 (25:20, 18:25, 17:25, 25:22, 8:15) raport | ASV Elite | Hjallesehallen, Odense Sędziowie: Jørgen Gramstrup i Per Vind Petersen |

| 11.11.2023 16:00 (UTC+1) | Amager VK 2 | 0:3 (20:25, 21:25, 17:25) raport | Nordenskov UIF | Sundby Idrætspark – Hal 1, Kopenhaga Sędziowie: Jan Herneth i Sten Storgaard |

| 12.11.2023 19:00 (UTC+1) | Odense Volleyball | 3:1 (23:25, 25:23, 25:16, 25:16) raport | Aalborg Volley | Klostermarkshallen, Odense Sędziowie: Morten Andersen i Lise Lotte Bodi |

| 16.11.2023 18:30 (UTC+1) | Farum-Holte | 0:3 (17:25, 13:25, 15:25) raport | Gentofte Volley | Holtehallerne, Holte Sędziowie: Michael Andersen i Wael Al Aani |

| 16.11.2023 20:00 (UTC+1) | KV 61 | 0:3 (9:25, 13:25, 12:25) raport | Ikast KFUM | Idrætshuset, Kopenhaga Sędziowie: Jan Herneth i Tim Poulsen |

### Ćwierćfinały
| 13.12.2023 20:30 (UTC+1) | VLI | 0:3 (14:25, 18:25, 17:25) raport | Odense Volleyball | Bülowsvejhallen, Frederiksberg Sędziowie: Jan Herneth i Michael Andersen |

| 15.12.2023 19:30 (UTC+1) | VK Vestsjælland | 2:3 (25:22, 25:18, 23:25, 21:25, 16:18) raport | Ikast KFUM | Korsør Hallen, Korsør Sędziowie: Nicklas Kjær Thomsen i Rasmus Birkholm Jess |

| 16.12.2023 14:00 (UTC+1) | Nordenskov UIF | 3:0 (25:20, 25:18, 30:28) raport | Middelfart VK | Helle Hallen, Årre Sędziowie: Flemming Munk i Michael Andersen |

| 16.12.2023 14:00 (UTC+1) | ASV Elite | 0:3 (20:25, 10:25, 27:29) raport | Gentofte Volley | Ceres Park & Arena – Hal 1, Aarhus Sędziowie: Sten Storgaard i Per Vind Petersen |

### Turniej finałowy

#### Półfinały
| 3.02.2024 12:30 (UTC+1) | Ikast KFUM | 1:3 (21:25, 25:20, 15:25, 14:25) raport | Nordenskov UIF | Ceres Park & Arena – Hal 1, Aarhus Sędziowie: Olaf Jørs i Rasmus Birkholm Jess |

| 3.02.2024 14:50 (UTC+1) | Odense Volleyball | 3:1 (25:21, 23:25, 25:17, 25:14) raport | Gentofte Volley | Ceres Park & Arena – Hal 1, Aarhus Sędziowie: Nicklas Kjær Thomsen i Jørgen Gramstrup |

#### Mecz o 3. miejsce
| 4.02.2024 10:00 (UTC+1) | Ikast KFUM | 1:3 (16:25, 26:28, 25:23, 12:25) raport | Gentofte Volley | Ceres Park & Arena – Hal 1, Aarhus Sędziowie: Rasmus Birkholm Jess i Sten Storgaard |

#### Finał
| 4.02.2024 15:15 (UTC+1) | Nordenskov UIF | 2:3 (20:25, 25:18, 20:25, 25:19, 7:15) raport | Odense Volleyball | Ceres Park & Arena – Hal 1, Aarhus Sędziowie: Tim Poulsen i Jan Herneth |